# Piramide van de tovenaar

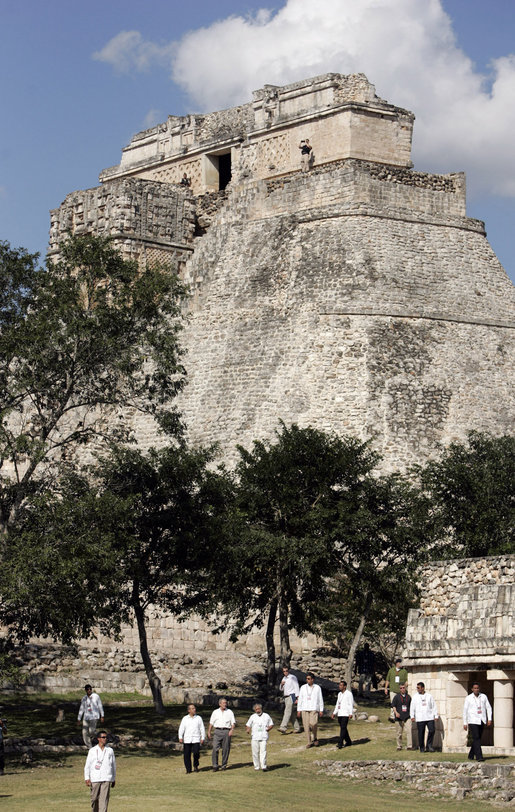
Piramide van de tovenaar

Piramide van de tovenaar is een piramide in de oude Mayastad Uxmal op het schiereiland Yucatán in Mexico.
Het bestaat onder meer uit een afgeronde hoekige piramide van circa 40 meter hoog. Aan de oostzijde staat een gebouw met een portaal met een groot masker.
Het staat op een van de vier paleizen van het Vogelbinnenhof.